# Isomere des Piperins
| Isomere des Piperins       |                                  |                                  |                                  |
| Name                       | Isopiperin                       | Chavicin                         | Isochavicin                      |
| Strukturformel             | Struktur von Isopiperin          | Struktur von Chavicin            | Struktur von Isochavicin         |
| CAS-Nummer                 | 30511-76-3                       | 495-91-0                         | 30511-77-4                       |
| Konfiguration              | (Z,E)                            | (Z,Z)                            | (E,Z)                            |
| PubChem                    | 1548913                          | 1548912                          | 1548914                          |
| ChemSpider                 | 1265936                          |                                  |                                  |
| Wikidata                   |                                  |                                  |                                  |
| Summenformel               | C17H19NO3                        | C17H19NO3                        | C17H19NO3                        |
| Molare Masse               | 285,34 g·mol−1                   | 285,34 g·mol−1                   | 285,34 g·mol−1                   |
| GHS- Kennzeichnung         | \| keine Einstufung verfügbar \| | \| keine Einstufung verfügbar \| | \| keine Einstufung verfügbar \| |
| H- und P-Sätze             | siehe oben                       | siehe oben                       | siehe oben                       |
| H- und P-Sätze             | siehe oben                       |                                  |                                  |
| H- und P-Sätze             | siehe oben                       |                                  |                                  |
| keine Einstufung verfügbar |                                  |                                  |                                  |

Piperin

Isomere des Piperins sind das Isopiperin, das Chavicin und das Isochavicin. Sie unterscheiden sich durch die Doppelbindungskonfiguration vom Piperin, das die Konfiguration (E,E) hat. Beim Isopiperin ist die Konfiguration (Z,E), beim Chavicin (Z,Z) und beim Isochavicin (E,Z).

## Vorkommen

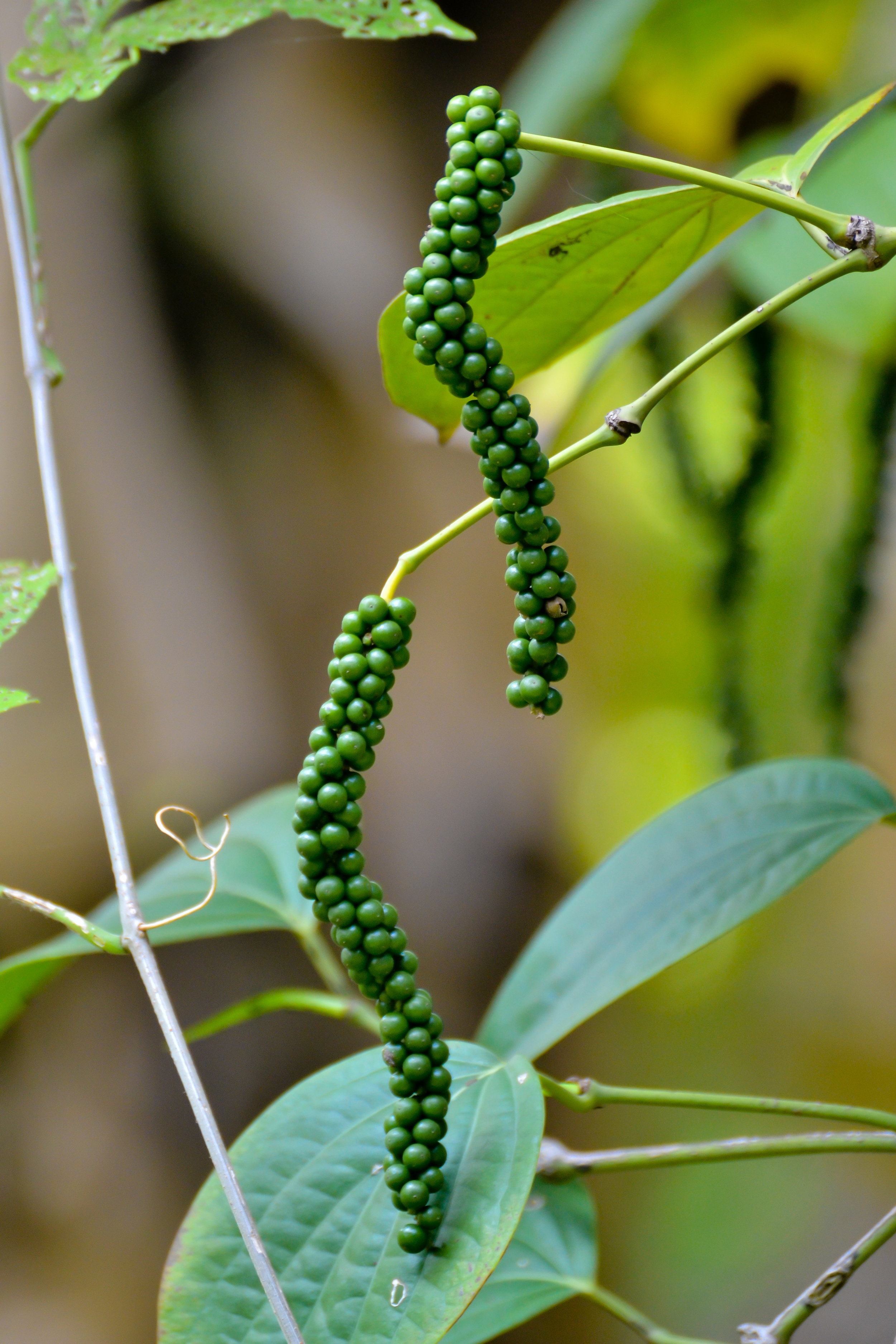
Die Isomere des Piperins treten in Piper nigrum auf

Die Isomere des Piperins kommen wie das Piperin selbst in Piper nigrum vor, allerdings in deutlich geringeren Mengen von etwa 0,37–0,42 % (Isochavicin), 0,15–0,23 % (Isopiperin) und 0,01–007 % (Chavicin). Außerdem wurden sie in Piper ribesoides nachgewiesen. Isochavicin kommt auch in Piper retrofractum vor.

## Entstehung
Die Isomere des Piperins entstehen aus diesem durch Lichteinwirkung oder enzymatische Reaktionen. Bei der Photoisomerisierung entsteht bevorzugt Isochavicin.

## Synthese
Isochavicin kann ausgehend von Piperonal synthetisiert werden. Dieses wird zunächst in einen Propargylalkohol überführt. Dieser wird mit N-Acetylpiperidin-Diethylacetal zu einem Allen umgesetzt. Isomerisierung mit Aluminiumoxid führt zum Isochavicin.

## Eigenschaften
Im Gegensatz zu Piperin schmecken die drei Isomere wenig bis gar nicht scharf, sodass die Isomerisierung zu einem Schärfeverlust führt. Isopiperin und Isochavicin binden aber ebenso wie Piperin an den Vanilloid-Rezeptor. In einer Studie an Mäusen zeigte Chavicin einen gedächtnisverbessernden Effekt.

## Nachweis
Die verschiedenen Isomere des Piperins (inklusive Piperin selbst) können durch eine Kombination aus 1H-NMR und HPLC mit UV-Detektor nachgewiesen und unterschieden werden.